# Liste de ponts de Belgique
Cette liste de ponts de Belgique a pour vocation de présenter une liste de ponts remarquables de Belgique, tant par leurs caractéristiques dimensionnelles, que par leur intérêt architectural ou historique.

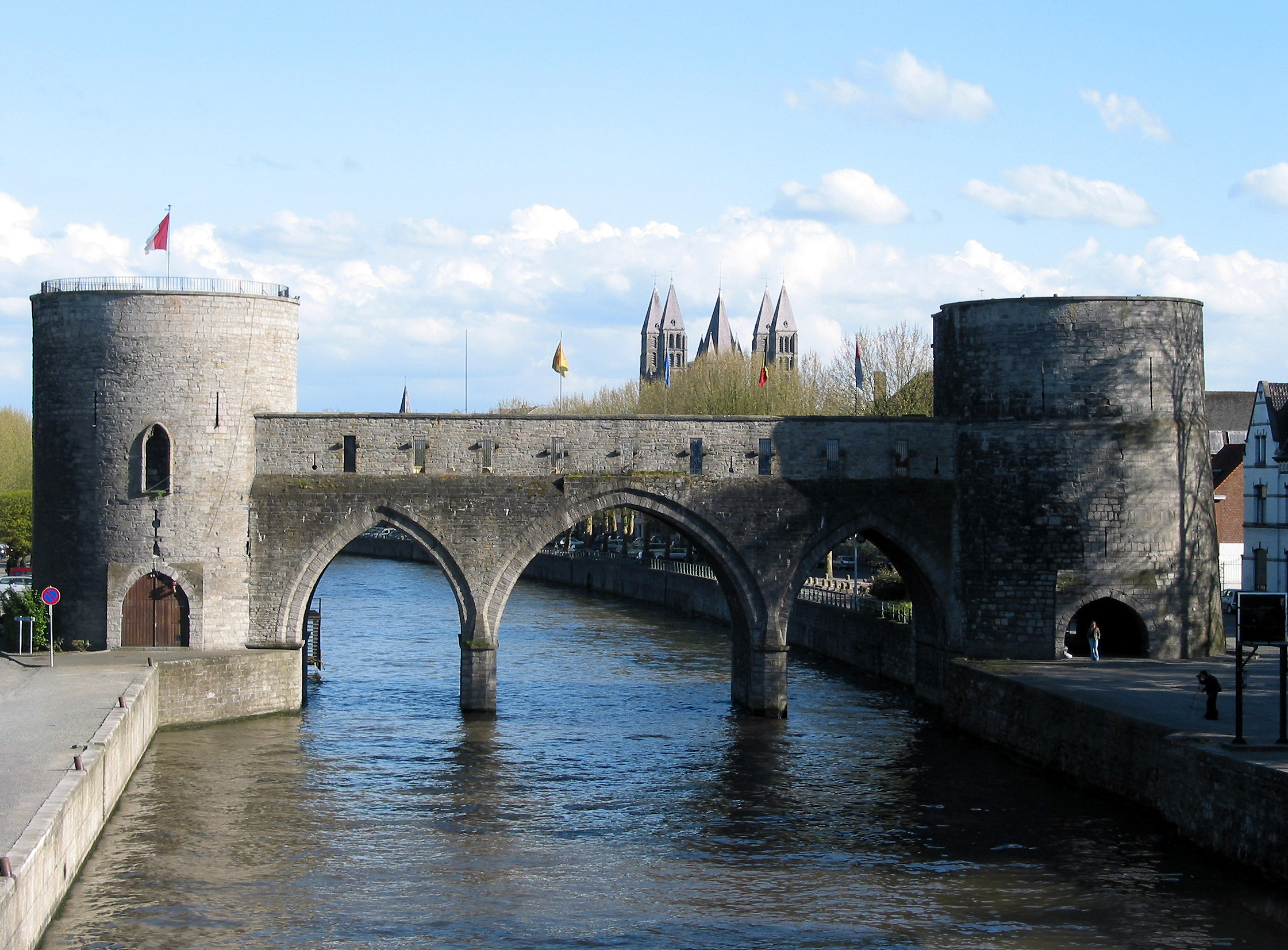
Le pont des trous à Tournai.

Elle est présentée sous forme de tableaux récapitulant les caractéristiques des différents ouvrages proposés, et peut-être triée selon les diverses entrées pour voir ainsi un type de pont particulier ou les ouvrages les plus récents par exemple. La seconde colonne donne la classification de l'ouvrage parmi ceux présentés, les colonnes Portée et Long. (longueur) sont exprimées en mètres et enfin Date indique la date de mise en service du pont.

## Ponts présentant un intérêt historique
|                       |   | Nom                        | Distinction                                                                   | Long. | Type                                      | Voie portée Voie franchie                                                                       | Date          | Localisation                                 | Province            | Ref.    |
| --------------------- | - | -------------------------- | ----------------------------------------------------------------------------- | ----- | ----------------------------------------- | ----------------------------------------------------------------------------------------------- | ------------- | -------------------------------------------- | ------------------- | ------- |
|                       | 1 | Pont des Trous             | Pont fortifié Patrimoine culturel                                             | 53    | Maçonnerie 3 arches ogivales              | Escaut                                                                                          | 1329          | Tournai 50° 36′ 46,6″ N, 3° 23′ 01,4″ E      | Hainaut             | [ W 1 ] |
|                       | 2 | Rabot (Gand)               |                                                                               |       | Maçonnerie 1 arche Écluse                 | Lieve                                                                                           | 1491          | Gand 51° 03′ 37,4″ N, 3° 42′ 47,6″ E         | Flandre-Orientale   |         |
|                       | 3 | Pont de Jambes             | Patrimoine culturel                                                           | 145   | Maçonnerie 7 arches, calcaire             | Av. Baron de Moreau - Av. du Bourgmestre Jean Materne Meuse - Rue de Givet - Rue Ariste Caussin | XVIe siècle   | Jambes - Namur 50° 27′ 30″ N, 4° 51′ 57,6″ E | Namur               | [ W 2 ] |
| Nepomucenusbrug       | 4 | Pont Saint-Jean-Népomucène | Patrimoine culturel · Centre historique de Bruges · Patrimoine mondial (2008) |       | Maçonnerie 1 arche                        | Wollestraat Dijver                                                                              | XVIIIe siècle | Bruges 51° 12′ 25,3″ N, 3° 13′ 37″ E         | Flandre-Occidentale | ,       |
| Brug van de Waterhoek | 5 | Pont du Waterhoek détruit  | Premier pont conçu par Arthur Vierendeel                                      |       | Treillis Acier Pont Vierendeel            | Escaut                                                                                          | 1904          | Avelgem 50° 46′ 27,2″ N, 3° 28′ 20,6″ E      | Flandre-Occidentale |         |
| Bonifatiusbrug        | 6 | Pont Saint-Boniface        | Centre historique de Bruges · Patrimoine mondial (2008)                       |       | Maçonnerie 1 arche segmentaire, dos d'âne | Pont piétonnier Dijver                                                                          | 1910          | Bruges 51° 12′ 17,7″ N, 3° 13′ 31,3″ E       | Flandre-Occidentale | [ 1 ]   |
| Mexicobrug            | 7 | Pont de Mexico             | Patrimoine culturel                                                           | 23    | Treillis Acier Pont Basculant             | Mexicostraat Houtdok                                                                            | 1941          | Anvers 51° 14′ 12,5″ N, 4° 24′ 32,8″ E       | Anvers              | [ I 2 ] |
|                       | 8 | Pont des Arches            |                                                                               |       |                                           | Route nationale 3 Meuse - Rue de Givet - Rue Ariste Caussin                                     | 1947          | Liège 50° 38′ 36,8″ N, 5° 34′ 43,8″ E        | Liège               |         |

## Ponts présentant un intérêt architectural
|                        |   | Nom                     | Distinction                   | Long. | Type                                          | Voie portée Voie franchie                                         | Date | Localisation                             | Province        | Ref. |
| ---------------------- | - | ----------------------- | ----------------------------- | ----- | --------------------------------------------- | ----------------------------------------------------------------- | ---- | ---------------------------------------- | --------------- | ---- |
| Verbrande Brug         | 1 | Pont-Brûlé (Grimbergen) |                               | 38    | Poutres Béton Pont levant                     | Oostvaartdijk Canal maritime de Bruxelles à l'Escaut              | 1968 | Grimbergen 50° 56′ 52,3″ N, 4° 24′ 48″ E | Brabant flamand |      |
| Brug bij Kanne         | 2 | Pont de Kanne           | Portée : 96 mètres            | 120   | Suspendu Tablier poutres acier, pylônes béton | Route nationale 619 Canal Albert                                  | 2005 | Kanne 50° 48′ 37,9″ N, 5° 40′ 15,8″ E    | Limbourg        |      |
| Pont de l'Observatoire | 3 | Pont de l'Observatoire  | Design par Santiago Calatrava | 208   | Arc Acier, tablier porté                      | Avenue de l'Observatoire Autoroute belge A602 Route européenne 25 | 2002 | Liège 50° 37′ 34,3″ N, 5° 33′ 49,6″ E    | Liège           |      |

## Grands ponts
Ce tableau présente les ouvrages ayant des portées supérieures à 100 mètres ou une longueur totale de plus de 3 000 mètres (liste non exhaustive).
|                       |    | Nom                             | Portée | Long.  | Type                                                            | Voie portée Voie franchie                                                              | Date | Localisation                                            | Province               | Ref. |
| --------------------- | -- | ------------------------------- | ------ | ------ | --------------------------------------------------------------- | -------------------------------------------------------------------------------------- | ---- | ------------------------------------------------------- | ---------------------- | ---- |
| Lange Wapperbrug      | 1  | Lange Wapperbrug (nl) en projet |        | 1950   | Haubané Tablier treillis acier à 2 niveaux, pont courbe         | Ring belge R1 Straatsburgdok                                                           |      | Anvers 51° 14′ 30,8″ N, 4° 24′ 59″ E                    | Anvers                 |      |
|                       | 2  | Viaduc de l’Eau Rouge           | 270    | 652    | Arc Acier, tablier porté                                        | Autoroute belge A27 Route européenne 42                                                | 1993 | Malmedy - Verviers 50° 26′ 38,8″ N, 6° 00′ 26,7″ E      | Liège                  |      |
|                       | 3  | Pont de Godsheide               | 210    | 264    | Haubané Tablier poutres acier, pylônes acier                    | Canal Albert                                                                           | 1979 | Hasselt 50° 42′ 53,9″ N, 5° 40′ 18,7″ E                 | Limbourg               |      |
| Brug bij Ternaaien    | 4  | Pont de Lanaye                  | 177    | 232    | Haubané Monopylône, tablier poutres béton, pylône béton         | Rue du Garage Canal Albert                                                             | 1982 | Lanaye 50° 47′ 02,3″ N, 5° 41′ 19,3″ E                  | Liège                  |      |
|                       | 5  | Pont de Ben-Ahin                | 168    | 341    | Haubané Monopylône, tablier caisson béton, pylône béton         | Route nationale 643 Meuse - Rue de Givet - Rue Ariste Caussin                          | 1987 | Huy 50° 31′ 40,3″ N, 5° 12′ 49,8″ E                     | Liège                  |      |
|                       | 6  | Pont de Wandre                  | 168    | 527    | Haubané Monopylône, tablier caisson béton, pylône béton         | Route nationale 667 Meuse - Canal Albert                                               | 1989 | Herstal - Wandre 50° 40′ 23,1″ N, 5° 38′ 40,5″ E        | Liège                  |      |
|                       | 7  | Viaduc Charlemagne              | 166    | 642    | Poutre-caisson Acier                                            | Route nationale 97 Meuse - Rue de Givet - Rue Ariste Caussin                           | 1981 | Dinant 50° 14′ 29,5″ N, 4° 55′ 05″ E                    | Namur                  |      |
|                       | 8  | Viaduc de Houffalize            | 162    | 370    | Arc Béton, tablier porté                                        | Autoroute belge A26 Route européenne 25 Ourthe                                         | 1979 | Houffalize 50° 07′ 52,3″ N, 5° 46′ 02,3″ E              | Province de Luxembourg |      |
|                       | 9  | Pont du Pays de Liège           | 162    | 328    | Haubané Monopylône, tablier caisson béton, pylône béton         | Autoroute belge A602 Route européenne 25 Meuse                                         | 2000 | Liège 50° 36′ 58,9″ N, 5° 34′ 44,7″ E                   | Liège                  |      |
| Brug van Milsaucy     | 10 | Pont de Milsaucy                | 144    |        | Arc Acier, tablier suspendu, suspentes croisées Pont bow-string | Canal Albert                                                                           | 1990 | Liège 50° 39′ 58,8″ N, 5° 38′ 24,4″ E                   | Liège                  |      |
| Brug van Hermalle     | 11 | Pont d'Hermalle-sous-Argenteau  | 138    | 183    | Arc Acier, tablier suspendu, suspentes croisées Pont bow-string | Rue d'Argenteau Canal Albert                                                           | 1985 | Hermalle-sous-Argenteau 50° 42′ 53,9″ N, 5° 40′ 18,7″ E | Liège                  |      |
|                       | 12 | Pont Albert Ier                 | 125    | 170    | Poutre-caisson Acier, double caisson                            | Av. des Croix du Feu Meuse - Rue de Givet - Rue Ariste Caussin                         | 1957 | Liège 50° 37′ 57″ N, 5° 34′ 22,9″ E                     | Liège                  |      |
| Noordlandbrug         | 13 | Noordlandbrug                   |        | 260    | Treillis Acier                                                  | N101 Canal de l'Escaut au Rhin                                                         | 1975 | Anvers 51° 22′ 06,7″ N, 4° 18′ 01,3″ E                  | Anvers                 |      |
| Viaduc de Remouchamps | 14 | Viaduc de Remouchamps           |        | 939,10 | Poutre-caisson Acier                                            | Autoroute belge A602, Route européenne 25 N633, N697 Ligne de chemin de fer 42 Amblève | 1980 | Remouchamps 50° 28′ 00″ N, 5° 43′ 00″ E                 | Liège                  |      |